# TrueNorth

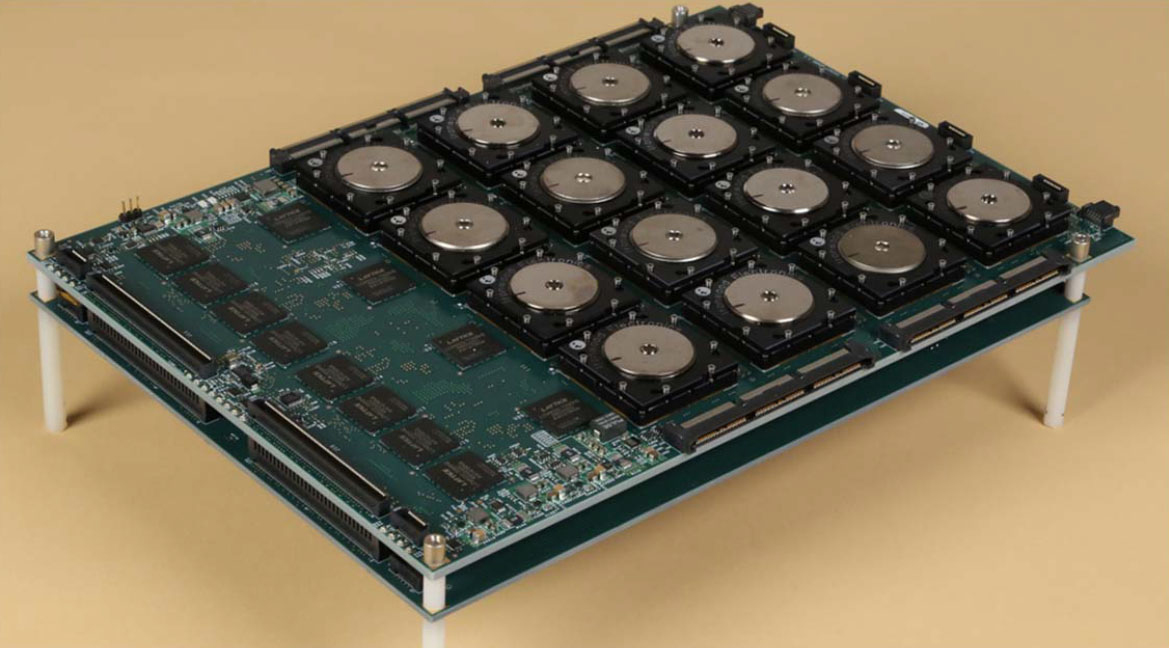
Зневаджувальна плата з 16 нейроморфічними процесорами IBM TrueNorth, кожен з яких містить більше 5 млрд транзисторів і імітує роботу до 1 мільйона модельних «нейронів» і до 250 мільйонів зв'язків між ними («синапсів»).

TrueNorth — дослідний проект нейроморфічного процесора другого покоління від компанії IBM. Мікрочип TrueNorth був розроблений до літа 2014 року в рамках програми DARPA SyNAPSE . Процесор має некласичну архітектуру (не грунтується на архітектурі фон Неймана ) і натхненний деякими моделями роботи неокортексу .

## Характеристики
Чип TrueNorth виготовлений за планарною напівпровідниковою технологією на заводі Samsung. Він містить 5.4 мільярда транзисторів (що робить його одним з найбільших на момент випуску), за допомогою яких реалізовані: 
- один мільйон емульованих «нейронів»
- 256 мільйонів емульованих зв'язків між нейронами - «синапсів».
- близько 400 мегабіт SRAM пам'яті (приблизно 50 мегабайт)

Моделюються «нейрони» з двійковим станом (Spiking neurons; інтегрування і збудження). Вага кожного синапсу кодується 2 бітами. Тобто, фактично, синапс може бути збудливим (з фіксованим для даного нейрона вагою), гальмівним (теж - з однією і тією ж вагою для всіх синапсів одного нейрона) або відсутнім. Синаптичні зв'язки мають 4-бітну тимчасову затримку.

## Застосування
TrueNorth підходить для виконання рекурентних нейронних мереж, які можуть застосовуватися для класифікації різної інформації, в тому числі, зображень, мови і відео. 